# Pierre Nothomb
Pour les autres membres de la famille, voir Famille Nothomb.
Pierre Nothomb, né le 28 mars 1887 à Tournai (Belgique) et mort le 29 décembre 1966 au château du Pont d'Oye à Habay-la-Neuve (Belgique) est un poète, écrivain, avocat et homme politique belge francophone.
Il est l'auteur de plus d'une quarantaine de romans, d'essais et d'une vingtaine de recueils de poèmes d'où ressortent les thèmes du patriotisme, de la mystique chrétienne, de la nature et de la forêt, de la géographie et de l'histoire belge et européenne. En 1945, il devient Membre de l'Académie royale de Langue et de Littérature françaises de Belgique.
Il siège au Sénat de Belgique de 1936 à 1965 en tant que sénateur de la Province de Luxembourg pour le parti catholique. Issu d'une famille d'hommes politiques et d'État dont Jean-Baptiste Nothomb et Alphonse Nothomb, il est notamment le père de l’écrivain Paul Nothomb et du ministre d’État Charles-Ferdinand Nothomb. Il est le grand-père de l’ambassadeur Patrick Nothomb et l’arrière-grand père de la romancière Amélie Nothomb.

## Enfance et jeunesse
Pierre Frédéric André Marie Joseph Nothomb est le fils aîné de Paul Nothomb (1855-1916), magistrat à Tournai puis à Bruxelles, et d’Eugénie de le Court. Sa famille paternelle est originaire du sud-Luxembourg.
Après une scolarité au collège Notre-Dame à Tournai et au collège Saint-Michel à Bruxelles, il entreprend des études de droit à Louvain d’où il sort diplômé, en 1910, avec le titre de docteur en droit. C’est durant ces années qu’il commence à écrire et à publier, La Morte (1907 - théâtre) ; L’Arc-en-ciel (1909 - poésie), et notamment dans la revue catholique Durendal.
Au sortir des études, il s’inscrit au barreau de Bruxelles et se marie avec Juliette Bamps de Bavay (1910). De cette union naissent huit enfants.

## Généalogie
Pierre Nothomb est le fils de Paul Nothomb (1855-1916) et d'Eugénie de le Court (1857-1941).
Des trois mariages de Pierre Nothomb naquirent treize enfants :
- en 1911, avec Juliette Bamps (1891-1926) avec laquelle il eut huit enfants, dont Paul Nothomb et Jean-François Nothomb,
- en 1928, avec Ghislaine Montens d'Oosterwyck (1899-1961) avec laquelle il eut cinq enfants, dont Simon-Pierre Nothomb et Charles-Ferdinand Nothomb[2],
- en 1963 avec Alice, baronne van Zuylen van Nyevelt (1901-1988), veuve de Henri Kervyn (1888-1961).

Il est aussi le grand-père de Patrick Nothomb et de François Roelants du Vivier, et l'arrière-grand-père d'Amélie Nothomb et de Juliette Nothomb.
Pierre Nothomb obtint concession de noblesse héréditaire en 1933 et le titre personnel de baron en 1937.

## Engagements politiques et littéraires
Avocat à Bruxelles à la veille de la Première Guerre mondiale, il entre au Cabinet du Ministre de la Justice Henri Carton de Wiart, qu'il suit avec le Gouvernement belge en exil au Havre (Sainte-Adresse) dès 1914. Il y est alors chargé par le Gouvernement de publier des livres à Paris, sur la Belgique dans le contexte de la guerre. Paraissent alors : La Belgique martyre (1914), Les Barbares en Belgique (1915 ; prix Marcelin Guérin de l’Académie française en 1917), Le Roi Albert (1915), Villes de Flandre (1916), L’Yser (1916), La Barrière belge (1916), La Belgique en France (1916), Petite histoire de Belgique (1916), Villes meurtries de Belgique : villes de Flandre (1917). Cette écriture de propagande de guerre l’amène à la fin du conflit à revendiquer, pour le futur traité de paix, le retour à la Belgique du Limbourg hollandais et du Grand-Duché de Luxembourg, qui avaient été cédés au roi de Hollande en 1839. Le Gouvernement belge ne le suit pas.
Dépité de l’attitude du Gouvernement, il se lance dans une action politique indépendante, se réclamant du « nationalisme belge ». Il expose alors ses théories dans un essai intitulé Étapes du nationalisme belge (1918).
En 1918, Il fonde le Comité de Politique Nationale (C.P.N.) afin de regrouper des généraux, des hommes d'affaires, des juristes, des hommes de lettres, des politiciens autour de ses idées. Mais l'engouement pour ce premier mouvement s'estompe rapidement après l'échec des plans d'annexion du Limbourg hollandais et du Grand-Duché de Luxembourg. Pierre Nothomb n’obtient que la restitution des « cantons de l’Est » d’Eupen-Malmedy, qui avaient été rattachés à la Prusse en 1815. À la suite de cet essoufflement, il crée un nouveau mouvement, l’« Action Nationale », à partir 1920, ainsi que les « Jeunesses nationales », de tendance nationaliste catholique et influencées par le maurrassisme et les thèses d'Enrico Corradini, corporatistes et très opposées aux courants et politiques de gauche. Dans ce contexte, il est proche des écrivains nationalistes italiens comme Gabriele D’Annunzio ou français comme Maurice Barrès, rencontré à plusieurs reprises et avec qui il a entretenu une correspondance. Pierre Nothomb est également proche de François Mauriac ou encore de Georges Bernanos avec lesquels des liens d'amitiés perdurent.
En 1925, il fonde avec Jacques Pirenne le « Parti National Populaire » et se présente aux élections à la Chambre à Bruxelles, où il n’est pas élu. Cette même année, il s’installe au château de Chavanne à Nassogne en province de Luxembourg, mais reste domicilié à Bruxelles où il se présente encore aux élections de la Chambre en 1925, aux élections communales en 1926 (élu conseiller communal de Saint-Josse-ten-Noode). La même année, son épouse Juliette Bamps décède de la tuberculose. Il se remarie, en 1928, avec Ghislaine Montens d’Oosterwyck. Cinq enfants naissent de ce second mariage
À côté de ses investissements en politique, il ne cesse de publier dans tous les genres. En poésie, on remarque notamment Marisabelle (1920), recueil de poèmes en vers libres dédié à son enfant décédée prématurément et Vie d’Adam (1928), que Charles Bertin juge comme le meilleur ouvrage écrit par Pierre Nothomb durant cette période: « C’est moins un récit qu’un poème en prose, mais il vibre d’un bout à l’autre de spiritualité et de douleur. (...) Le paradis perdu de La Vie d’Adam est le vrai Paradis, ce premier jardin des hommes où l’union de la chair et de l’esprit fut possible un jour. »
En 1923 paraît une œuvre singulière dans la production de l’écrivain, une science-fiction chrétienne : La Rédemption de Mars. Dans ce roman, deux astronomes, l’un chrétien, l’autre athée, débarquent sur Mars et y rencontrent un peuple « d’avant la faute », ne connaissant ni le péché, ni le malheur. Le chrétien, en diffusant ses valeurs, apporte sur cette planète la connaissance du bien et du mal, ce qui engendre une catastrophe. La même année paraît La Méditation sur Ormont. En 1926, il publie Le Lion Ailé, à la gloire de Venise et de l’aventure de D’Annunzio à Fiume, ainsi que Risquons-Tout, roman historique traitant de l’épisode frontalier de Risquons-Tout lors de la révolution française de 1848.
En 1930, il reçoit le Grand prix littéraire du Centenaire de la Belgique pour sa série d’ouvrages parus la même année consacrés à la naissance du pays, Le Roman de 1830, Les Trois Saisons de 1830, Le Pont de Waelhem, suivis de Le Sens du pays (1930) et La Révolution de 1831 (1931).

## Enracinement en Luxembourg
En 1932, il s’installe définitivement avec sa famille au château du Pont d’Oye à Habay-la-Neuve en province de Luxembourg, où il déclare « reprendre racine » dans cette région qui fut celle de ces ancêtres. Il fait de ce lieu chargé d’histoire le centre de son activité littéraire. Ces années prolifiques sont marquées par la publication de nombreux ouvrages en lien avec le patrimoine de la région : Jean-Baptiste Nothomb et ses frères (1932), Le Blason champêtre (1932) et Les Dragons de Latour (1934). En 1935, il publie le roman La Dame du Pont d’Oye consacré à la vie de Louise de Lambertye, dernière marquise du Pont d’Oye. En 1937, avec l'appui de ses amis écrivains Thomas Braun et Adrien de Prémorel, il fonde la bénédiction de la Forêt à Habay, une cérémonie religieuse et littéraire dédiée à la nature et à la forêt, toujours célébrée aujourd’hui. Chaque année, une messe est organisée spécialement à l'orée de la forêt d'Anlier le dernier dimanche de septembre. Après la célébration religieuse, une personnalité, le plus souvent un écrivain, est invité à déclamer un discours. En 1957, Pierre Nothomb y invita Maurice Genevoix et, en 1963, Camille Lecrique. D'autres écrivains comme Francis André, Frédéric Kiesel ou Claude Raucy ont également pu s'y exprimer. En 2019, l'écrivain invité fut Armel Job. En 2024, l'auteur de bandes dessinées Jean-Claude Servais a livré un discours et parrainé l'édition.
Dans l'entre-deux-guerres, Pierre Nothomb publie également en Belgique dans la Revue générale et aux éditions Durendal et Rex, issues de l’action catholique. Il publie notamment chez Rex le livre Le Roi Albert dans l’émotion du décès accidentel du souverain en 1934. La même année, il cofonde l’Académie luxembourgeoise, réunissant écrivains, peintres et musiciens de la Province de Luxembourg, dont il sera président après la guerre pendant près de vingt ans.
Pierre Nothomb rompt dès 1936 avec Rex, maison d'édition dont il fit partie des fondateurs, car celle-ci devient officiellement un mouvement politique. Aux élections du 24 mai 1936, il se présente contre Rex aux élections sénatoriales dans la province de Luxembourg sur la liste du parti catholique. Il est alors élu sénateur du parti catholique, fonction qu’il conservera jusqu’en 1965. De 1938 à 1958, il est également conseiller communal à Habay-la-Neuve.
En 1942 paraît Curieux personnages, présentant des portraits de personnalités et d’épisodes de l’histoire de la Belgique et, en 1944, est publié La Ligne de faîte, une promenade historico-poétique où il décrit avec son regard de poète de nombreux lieux qui jalonnent la dorsale géologique lui évoquant l’ancienne Lotharingie.
Durant la Seconde Guerre mondiale, deux de ses fils, Paul et Jean-François, servent dans la résistance sont condamnés à mort par l’occupant nazi, peines qui ne seront pas exécutées.

## L'après-guerre, l'aboutissement
À partir de septembre 1944, il publie une grande œuvre historique et géopolitique en cinq tomes, Le Cycle d’Olzheim, où il souligne de manière poétique et prophétique le rôle que doivent jouer les « pays d’entre-deux » de l’ancienne Lotharingie dans la nécessaire construction de la paix et de l’Europe. Cette série de cinq romans suit les péripéties du prince fictif Jean-Lothaire d’Olzheim, dernier descendant direct de Charlemagne, dans les intrigues politico-historiques qui agitent l’Europe de la moitié du XXe siècle : Le Prince d’Olzheim (1944), Le Prince d’Olzheim II : Les Elie-Beaucourt (1945), ces deux livres sont publiés sous le pseudonyme d’Henri Créange, Visite au Prince d’Olzheim (1949), Le Prince d’Europe (1959), Le Prince du dernier jour (1962).

Le critique littéraire et écrivain belge Marc Quaghebeur fait l'éloge de cette série qualifiée comme un « cycle historico-métaphysique qui se termine en apocalypse » : 
Son cycle d’Olzheim se situe bel et bien dans le temps long de l’Histoire. Dans un temps de l’Histoire qui touche à quelque chose de mythique plus que de réaliste. En quoi, comme il en va des sagas, il se différencie du roman historique comme du roman familial. Il inscrit donc une forme de Transcendance. Chez Nothomb, elle recoupe, à certains égards, le religieux – le dessein germano-rhénan étant tout aussi important, si pas plus, et son échec concret pouvant lui aussi expliquer la finale apocalyptique du cycle. 
Le 1er décembre 1945, Pierre Nothomb est élu à l’Académie Royale de Langue et Littérature françaises de Belgique au fauteuil 29, succédant à George Garnir. La même année, il publie un roman mystique, L'Égrégore.De 1948 à 1966, il préside l’Académie luxembourgeoise.
Il soutient ardemment de 1945 à 1950 la cause du roi Léopold III, en exil en Suisse.
En 1954, il reçoit la reine Élisabeth au Pont d’Oye pour une représentation de sa pièce La Dame du Pont d’Oye, adaptée de son roman. Il fonde en 1955 le Groupement Européen des Ardennes et de l’Eifel, qu’il présidera jusqu’à sa mort. La même année, il est nommé délégué de la Belgique à l’Assemblée générale de l’ONU, ce qui lui vaut de composer un essai historique et mystique, Dieu à New York (1957).
Il est élu membre correspondant de l’Académie Stanislas de Nancy et nommé Grand Officier de l’Ordre de Léopold en 1959. Il reçoit le Grand Cordon d’Isabelle la Catholique en 1963 et se marie la même année avec la baronne Wilhelmine van Zuylen van Nyevelt.
Il assiste à la construction progressive de la Communauté européenne ce qui l'amène à réfléchir aux constituants essentiels de ce nouvel ensemble, projet qu'il détaille dans son essai L’Europe naturelle (1960), où il déclare : « Ceux qui veulent dégager l’esprit de l’Europe sans retourner (au sens historique et même géographique de ce mot) aux sources de cet esprit, risquent de se tromper de la plus dangereuse façon.» 
Ses dernières années sont marquées par la publication de nombreux recueils de poésie à la versification classique où il démontre l’expression la plus aboutie de son lyrisme et de son goût pour la mystique : Michelange suivi de Surlimbes (1954), Le Roi David (1960). Les recueils Forêts (1957), Arbres du Soir (1961), L’Eté d’Octobre (1963) et L’Herbe Haute (1963), témoignent de l'évolution mystique d'un chrétien qui y applique une sorte de christianisme révisé influencé par les théories de Pierre Teilhard de Chardin, à tendance panthéiste, où se déploient notamment des métamorphoses et une sensualité particulière entre humains et végétaux. Dans son anthologie finale, Le Buisson ardent, publiée l'année de sa mort, il livre sa fascination pour la nature dans l’exaltation de sa beauté et dans ce qu’elle peut receler de spirituel, avec ses nombreux poèmes dédiés aux différentes formes d'arbres, ce « végétal rassurant et ouvert, animé par une dynamique d’enracinement, d’ascension et d’extension permanente et diffuse dans l’espace, façonnant nos paysages, nos quotidiens, nos imaginaires et ayant déjà, par le passé, été l’objet de la vénération de nos ancêtres, qui catalyse alors toutes les aspirations du poète. » 
Pierre Nothomb meurt le 29 décembre 1966 à Habay-la-Neuve. Il est enterré, selon sa volonté, à l’orée de la forêt d’Anlier, dans un tombeau qu'il s'était fait construire de son vivant sur les rives du lac en contrebas du château du Pont d’Oye.
J’ai fait creuser ma tombe au seuil de la forêt

J’ai fait tailler la dalle et le banc et la croix

J’ai fait planter auprès l’arbre pudique et droit

J’ai tracé le chemin de ronde, tout est prêt. […]

J’ai attendu le cerf débouchant du hallier

J’ai entendu son pas sur les feuilles du soir

J’ai confondu sa crainte avec mon haut espoir

J’ai trouvé avec lui la paix du Peuplier 

J’ai accepté la loi suprême du silence

Que remplit le chant plus profond des galaxies,

J’ai oublié l’éclair pour garder l’éclaircie

J’ai redouté l’absence et senti la présence. […]
— Extrait du recueil Arbres du soir, 1962, évoquant le tombeau, repris dans Le Buisson ardent, 1966, p.155.

## Postérité
Dans son testament, Pierre Nothomb demande la création d’une « Fondation Pierre Nothomb » destinée à assurer la pérennité de son œuvre littéraire. Cette fondation, instituée le 11 mars 1967, est située à Habay-la-Neuve et est toujours en activité. Elle se charge de susciter des rééditions, des études, d'organiser des expositions, des événements. Elle organise régulièrement le prix Pierre Nothomb, un prix d'écriture demandant la composition d'une forme-thème originale et distingue des lauréats, auteurs confirmés ou débutants, dans l’esprit d’encouragement qui fut celui de l’écrivain-poète.
La cérémonie de la bénédiction de la Forêt se tient toujours annuellement à Habay-la-Neuve le dernier dimanche de septembre, organisée par la Fondation Pierre Nothomb et le Syndicat d'Initiative de Habay.
En 2021, la Fondation Pierre Nothomb crée une revue littéraire, L'Égrégore - Les Cahiers de la Fondation Pierre Nothomb, destinée à remettre en valeur l'œuvre de l'auteur, à étudier ses centres d'intérêt en les actualisant.
Pierre Nothomb est un personnage principal du roman Premier sang (Prix Renaudot 2021) de son arrière-petite-fille Amélie Nothomb, fiction dans laquelle la romancière évoque l'enfance de son père Patrick Nothomb.
Après la disparition de Pierre Nothomb, le château du Pont d'Oye est géré par ses descendants pendant plus de quarante ans comme hôtel-restaurant où se déploient des programmes culturels organisés par le Centre de Rencontre du Pont d'Oye. En 2019, le château est vendu à l'homme d'affaires Vincent Gouverneur, qui investit dans sa rénovation complète et rouvre l'hôtel. En 2024, la Fondation Pierre Nothomb inaugure au château le cabinet littéraire reconstitué de Pierre Nothomb, dans la pièce qui fut son bureau de travail.
En 1987, pour le centenaire de sa naissance, la commune de Habay honore son écrivain en renommant sa Grand-Place : Place Pierre Nothomb.
En 2004, dans le cadre de l’opération « Habay, ville des mots », initiative liée à la Semaine de la langue française, des élèves de la Communauté scolaire Saint-Benoît de Habay-la-Neuve réalisent une fresque sur la façade du complexe sportif « Le Pachis », sur laquelle figurent les portraits de trois personnalités littéraires issues de la commune de Habay, Pierre Nothomb, le grammairien Maurice Grevisse et Amélie Nothomb.

## Œuvres
- L'arc-en-ciel, poème, Bruxelles : Editions de Durendal, 1909, 191 p.
- Notre Dame du Matin, Paris : Bibliothèque de l'Occident, 1912, in-8°, 151 p.
- L'Ame du Purgatoire, Bruxelles : Editions du Masque, 1913, in-4°, 54 p.
- Histoire belge du Grand Duché de Luxembourg, Bruxelles : G. Mertens, 1913, in-8°, 331 p.
- La Belgique martyre, Paris : Perrin, 1915, in-16,72 p.
- Le roi Albert, Paris : Bloud et Gay, 1915, 32 p.
- Les barbares en Belgique, Paris : Perrin, 1915, XXVI-263 p.
- Petite histoire de Belgique, Bruxelles : Van Oest, 1916
- La Barrière belge, essais d'histoire territoriale et diplomatique, Paris : Perrin et Cie, 1916, in-16, 287 p.
- L'Yser, les villes saintes, la victoire, la bataille d'été, Paris : Perrin, 1916,in-16, 248 p.
- La Bataille de l'Yser, 16-30 octobre 1914, Paris : Schwarz, 1917, in-fol., 15 p.
- Villes de Flandre, Bruxelles : Van Oest, 1917, in-16, 60 p.
- La Belgique en France. Les Réfugiers et les héros, Paris : Berger-Levrault, 1917, in-16, XVI-137 p.
- Fauquebois, Paris : Plon-Nourrit, 1918, in-16, 300 p.
- Etapes du nationalisme belge, Bruxelles : Van Oest, 1918, in-16, 232 p.
- Porte du ciel, Bruxelles : R. Sand, 1920, 284 p.
- Marisabelle, poèmes, Bruxelles : Van Oest, 1920,in-8°, 54 p.
- La Rédemption de mars, Paris : Plon-Nourrit, 1922, 224 p.
- La Méditation sur Ormont, Bruxelles : A. Dewitt, 1923, in-40, 35 p.
- Risquons tout, Bruxelles : La Renaissance du livre, 1926, in-12, 220 p.
- Le Lion ailé, Paris : Plon-Nourrit et Cie, 1926, in-16,255 p.
- Vie d'Adam, Paris : Société des Editions Fast, 1928, in-4°, 93 p.
- Le sens du pays . Cités et sites de Belgique, Paris :Librairie Nationale d'Art et d'Histoire, 1930, in-8°, 116 p.
- Le roman de 1830, Bruxelles : La Renaissance, 1930, in-12, 254 p.
- Le pont de Waelhem, Louvain : Rex, 1930, in-8°, 86 p.
- La Révolution de 1831, Louvain : Rex, 1931, in-12, 199 p.
- Le blason champêtre, Louvain : Editions Rex,1933, 222 p.
- Ecrit au bois du Noordhoek, Louvain : Rex, 1933, in-12, 68 p.
- Les dragons de Latour, Bruxelles : Sobellei, 1934, in-12, 203 p.
- La Dame du Pont-d'Oye, Arlon : Editions du Sorbier, 1935, in-12, 243 p.[18]
- Délivrance du Poète, Bruxelles : Cahiers du journal des Poètes, 1936, 71 p.
- Clairière, Bruxelles : Edition universelle, 1941, in-16, 63 p.
- Curieux personnages, Bruxelles : Goemare, 1942, in-8, 224 p.
- Le Prince d'Olzheim,. Comprend 5 volumes. Les deux premiers sont signés Henri Créance pseudonyme de Pierre Nothomb, à partir du volume 3, l'auteur reprend son nom réel. Le volume 1 a le même titre que le cycle.
  1. Le Prince d'Holzheim, Bruxelles : Le Rond-Point , 1945, in-16
  2. Les Elie-Beaucourt, Bruxelles : Le Rond-Point, 1945, in-16, 296 p.
  3. Visite au Prince d'Olzheim, Bruxelles : Le Rond-Point , 1949, 64 p.
  4. Le Prince d'Europe, Bruxelles : Le Rond-Point , 1959, in-16, 269 p.
  5. Le Prince du dernier jour, Paris : A. Michel, 1960, in-16, 261 p.
- La ligne de faîte, Bruxelles : Editions Universitaires, 1944
- Le Pater alterné, poème, Paris : Desclée de Brouwer, 1950, in-8°, 51 p.
- Michelange, suivi de Surlimbes, Bruxelles : Edition des Artistes, 1953, 104 p.
- Jacob et l'ange, Bruxelles :Audace, 1955
- Recours en grâce, Paris : Dutilleul,1955, 20 p.
- Forêts suivi de Terrasse, poèmes, Bruxelles : Editions des Artistes, 1957, in-8°, 101 p.
- Pèlerinages européens, Bruxelles : Editions universitaires,1957, in-16, 147 p.
- Ans de grâce, Paris : Editions universitaires, 1958, in-16, 291 p.
- Elégies du solstice, précédé des Elégies Melgave, Bruxelles : Brepois, 1959, in-16, 70 p.
- Les Miracles, Bruxelles : 1962, in-16, 124 p.
- Izac, pièce en 3 actes, Bruxelles : Le Rond-Point, 1962, in-8°, 63 p.
- Le Roi David, Bruxelles : Editions des Artistes, 1962, in-16, 157 p.
- L'Herbe haute, Bruxelles : Editions du Verseau, 1963, in-16, 119 p.
- L'Eté d'octobre, Bruxelles : André de Rache, 1964, 135 p.
- Morménil, Paris : Plon, 1964, in-16, 192 p.
- Les Approches, poèmes, Bruxelles : André de Rache, 1965, in-4°, 136 p.
- L'Impromptu du Pont d'Oye, Vieux-Virton : Editions de la Dryadre, 1965, in-8°, 96 p.
- Curieux personnages, Bruxelles : Brepois, 1966, in-8°, 227 p.